# Catalina Macpherson
Catalina Macpherson Hemas (Gibraltar, 4 de enero de 1826-Madrid, alrededor de 1881) fue una escritora española.

## Biografía
Nació en Gibraltar, hija de un comerciante procedente de Escocia. Uno de sus hermanos, Guillermo, fue diplomático y traductor de, entre otros, William Shakespeare, mientras que otro, José, se dedicó a la geología. Como novelista, fue autora de, entre otras, El hilo del destino (1853), Magdalena (1871), Por no entenderse, la rosa del Genil (1870), El hada doméstica (1869), En el peñón (1878) e Isabel ó la lucha del corazón (1880). Firmó algunas obras con el seudónimo de «Ossiana». Ossorio y Bernard la hace fallecida en Madrid el 3 de junio de 1881, mientras que María del Carmen Simón Palmer, más cauta en su entrada para el Diccionario biográfico español, habla de alguna fecha alrededor del año 1883.